# Редактор исходного кода
Реда́ктор исхо́дного ко́да — текстовый редактор для создания и редактирования исходного кода программ. Он может быть отдельным приложением или встроен в интегрированную среду разработки (IDE).
Редакторы исходного кода имеют некоторые возможности, упрощающие и ускоряющие написание и изменение кода, такие как:
- подсветка синтаксиса,
- автодополнение,
- отступы,
- проверка правильности расстановки скобок,
- контекстная помощь по коду
- и многие другие.

Такие редакторы предоставляют удобный способ для запуска компилятора, интерпретатора, отладчика или других программ, необходимых в процессе разработки программного обеспечения.
Несмотря на то, что многие текстовые редакторы могут быть использованы для редактирования исходного кода, если они не имеют расширенных возможностей, автоматизирующих или упрощающих ввод и модификацию кода, то они не могут называться «редакторами исходного кода», а просто являются «текстовыми редакторами, которые также могут быть использованы для редактирования исходного кода».

## Некоторые известные редакторы исходного кода
- Ace
- AkelPad
- Atom
- Emacs
- Visual Studio Code
- Notepad++
- PSPad
- RJ TextEd
- Sublime Text
- vi и vim